# Ocnophila capitata
Ocnophila capitata är en insektsart som beskrevs av Brunner von Wattenwyl 1907. Ocnophila capitata ingår i släktet Ocnophila och familjen Diapheromeridae. Inga underarter finns listade i Catalogue of Life.